# Marc Johnson
Marc Alan Johnson (Omaha (Nebraska), 21 oktober 1953) is een Amerikaanse jazzcontrabassist, producent en orkestleider. Johnson groeide op in Texas. Hij is getrouwd met de Braziliaanse jazzpianiste en zangeres Eliane Elias.

## Biografie
Op 19-jarige leeftijd werkte Johnson professioneel met de Fort Worth Symphony en terwijl hij aan de University of North Texas speelde, speelde hij in de One O'Clock Lab Band en was hij ook de belangrijkste bassist in de NTSU Symphony.
In 1978 voegde Johnson zich bij pianist Bill Evans in wat het laatste trio van Evans zou zijn. Johnson toerde en nam op met Evans tot de dood van de pianist in 1980. In 2007 bracht hij samen met zijn vrouw, de pianiste Eliane Elias, het tribute-album Something For You uit als eerbetoon aan Evans.
Zijn vermeldingen omvatten sindsdien albums met Joe Lovano, Michael Brecker, Stan Getz, Bob Brookmeyer, Gary Burton, John Abercrombie, Bill Frisell, Pat Metheny, Eliane Elias, Enrico Pieranunzi, Joey Baron, Philly Joe Jones, Jack DeJohnette, Peter Erskine, Paul Motian en vele anderen. Hij trad ook op als leader van zijn eigen bands, te beginnen met Bass Desires, een kwartet met Bill Frisell en John Scofield op elektrische gitaar, met Peter Erskine op drums, dat internationale erkenning kreeg na twee ECM Records-opnamen in het midden van de jaren 1980. Hij nam ook twee albums op met zijn band Right Brain Patrol voor JMT Records, gevolgd door zijn Sound of Summer Running-publicatie bij Verve Records. Zijn ECM-publicatie Shades of Jade was te horen in Time's uitgave 5 CDs That Really Swing van 17 oktober 2005, als een van de vijf beste jazzpublicaties van het seizoen. Het werd door de Chicago Tribune geselecteerd als een van de 10 beste jazzopnamen van 2005 en ontving ook de Deense muziekprijs voor beste buitenlandse publicatie in 2005. Het bevat zijn vrouw Eliane Elias op piano, Joe Lovano op tenorsaxofoon, John Scofield op gitaar en Joey Baron op drums.
Als vervolg op Shades of Jade werd in 2012 de ECM-opname Swept Away uitgebracht. Dit album is een samenwerking met pianiste/componiste Eliane Elias. Het bevat Joe Lovano op tenorsaxofoon en Joey Baron op drums. De muziek bestaat uit alle originele composities. Als producent won Johnson twee Grammy Awards voor de coproductie van Eliane Elias' albums Made in Brazil (2016) en Dance of Time (2017) bij Concord Records.

## Discografie

### Als leader
- 1986: Bass Desires (ECM)
- 1987: Second Sight (ECM)
- 1989: Two by Four (EmArcy)
- 1992: Right Brain Patrol (JMT)
- 1995: Magic Labyrinth (JMT)
- 1997: The Sound of Summer Running (Verve)
- 1998: If Trees Could Fly (Intuition)
- 2005: Shades of Jade (ECM)
- 2012:Swept Away met Eliane Elias (ECM)

Met John Abercrombie & Peter Erskine
- 1986: Current Events (ECM)
- 1989: John Abercrombie/Marc Johnson/Peter Erskine (ECM)
- 1993: November (ECM)

Met Enrico Pieranunzi
- 1987: Deep Down (Soul Note)
- 1992: The Dream Before Us (IDA)
- 1994: Untold Story (IDA)
- 2000: Racconti Mediterranei (Egea)
- 2001: Play Morricone (CAM Jazz)
- 2003: Trasnoche (Egea)
- 2003: Current Conditions (CAM Jazz)
- 2004: Play Morricone 2 (CAM Jazz)
- 2006: Ballads (CAM Jazz)
- 2007: Live in Japan (CAM Jazz)
- 2008: As Never Before (CAM Jazz)
- 2008: Yellow & Blue Suites (Challenge)
- 2009: Dream Dance (CAM Jazz)

### Als sideman
Met John Abercrombie
- 1988: Getting There (ECM)
- 2002: Cat 'n' Mouse (ECM)
- 2004: Class Trip (ECM)
- 2007: The Third Quartet (ECM)

Met Eliane Elias
- 1991: A Long Story (Manhattan)
- 1992: Fantasia ( (Blue Note)
- 1993: Paulistana (Blue Note)
- 1997: The Three Americas (Blue Note)
- 1998: Eliane Elias Sings Jobim (Blue Note)
- 1999: Everything I Love (Blue Note)
- 2002: Kissed by Nature (Bluebird)
- 2004: Dreamer (Bluebird)
- 2004: Portrait of Bill Evans (JVC)
- 2006: Around the City (RCA Victor)
- 2007: Something for You: Eliane Elias Sings & Plays Bill Evans (Somethin' Else)
- 2009: Bossa Nova Stories (Blue Note)
- 2010: Eliane Elias Plays Live (Blue Note)
- 2011: Light My Fire (Concord Picante)
- 2013: I Thought About You (Concord Jazz)
- 2015: Made in Brazil (Concord Jazz)
- 2018: Music from Man of La Mancha (Concord Jazz)
- 2019: Love Stories (Concord)

Met Peter Erskine
- 1988: Motion Poet (Denon)
- 1991: Sweet Soul (Novus/RCA)
- 1998: Behind Closed Doors Vol. 1 (Fuzzy Music)

Met Bill Evans
- 1979: Affinity (Warner Bros.)
- 1980: We Will Meet Again (Warner Bros.)
- 1983: The Paris Concert: Edition One  (Elektra Musician)
- 1984: The Paris Concert: Edition Two (Elektra Musician)
- 1989: His Last Concert in Germany (West Wind)
- 1990: Consecration I (Timeless)
- 1990: Consecration II (Timeless)
- 1989: Summertime (Jazz City)
- 1990: Live in Buenos Aires 1979 (Yellow Note)
- 1991: Someday My Prince Will Come (Alfa)
- 1991: In Buenos Aires Vol. 3 (Jazz Lab)
- 1992: Turn Out the Stars: The Final Village Vanguard Recordings (Dreyfus)
- 1992: Letter to Evan (Dreyfus)
- 1999: Homecoming (Milestone)
- 2000: The Last Waltz: The Final Recordings (Milestone)
- 2006: Complete Live at Ronnie Scott's 1980 (Gambit)
- 2019: Live in Montreal 1980

Met Stan Getz
- 1982: Pure Getz (Concord)
- 1995: Blue Skies(Concord Jazz)
- 1996: Stan Getz Quartet Live in Paris (Dreyfus)

Met Jimmy Gourley
- 1981: No More (Musica)
- 1983: The Jazz Trio (Bingow)
- 1986: The Left Bank of New York (Uptown)

Met Woody Herman
- 1977: Jazz Jamboree 77 Vol. 2 (Polskie Nagrania Muza)
- 1978: Chick, Donald, Walter & Woodrow (Century)
- 1978: Road Father (Century)

Met Andy LaVerne
- 1988: Plays the Music of Chick Corea (Jazzline)
- 1989: Frozen Music (SteepleChase)
- 1988: True Colors (Jazz City)

Met John Lewis
- 1981: The John Lewis Album for Nancy Harrow (Finesse)
- 1982: Kansas City Breaks (Finesse)
- 1983: Slavic Smile (Baystate)
- 1985: J.S. Bach Preludes and Fugues from the Well Tempered Clavier Book 1 (Philips)
- 1986: The Bridge Game Vol. 2 Based On the Well Tempered Clavier Book 1 (Philips)
- 1988: The Garden of Delight Delaunay's Dilemma (EmArcy)
- 1989: Vol. 3 Preludes and Fugues Based On the Well Tempered Clavier Book 1 (Philips)

Met Pat Martino
- 1994: Interchange (Muse)
- 1996: Nightwings (Muse)
- 1995: The Maker  (Paddle Wheel)
- 2001: Givin' Away the Store (Jazz Heritage Society)

Met Lyle Mays
- 1986: Lyle Mays (Geffen)
- 1988: Street Dreams (Geffen)
- 1988: The Tale of Peter Rabbit, The Tale of Mr. Jeremy Fisher & The Tale of Two Bad Mice (Windham Hill)
- 1993: Fictionary (Geffen)
- 2015: The Ludwigsburg Concert (Jazzhaus)

Met Wolfgang Muthspiel
- 2004: Air, Love & Vitamins (Quinton)
- 2001: Real Book Stories (Quinton)
- 1996: Perspective (Amadeo)

Met Enrico Pieranunzi
- 1990: No Man's Land (Soul Note)
- 1993: In That Dawn of Music (Soul Note)
- 1996: The Night Gone by (Alfa)
- 1997: The Chant of Time (Alfa)
- 2002: Jazz Roads (CAM Jazz)
- 2004: Les Amants (Egea)
- 2012: Deep Down (Soul Note)
- 2013: Live at the Village Vanguard (CAM Jazz)

Met John Scofield
- 1991: Meant to Be (Blue Note)
- 1993: The John Scofield Quartet Plays Live (Jazz Door)
- 2000: Steady Groovin'  (Blue Note)

Met Toots Thielemans
- 1987: Ne Me Quitte Pas (Milan)
- 1988: Only Trust Your Heart (Concord Jazz)
- 1989: Do Not Leave Me (Stash)
- 1992: The Brasil Project (Private Music)
- 1993: The Brasil Project Vol. 2 (Private Music)

Met anderen
- 1995: Rez Abbasi, Third Ear (Cathexis)
- 2000: Sezen Aksu, Deliveren (Post Muzik)
- 1992: Patricia Barber, A Distortion of Love (Antilles)
- 2000: Patricia Barber, Nightclub (Premonition)
- 1987: Warren Bernhardt, Hands On (DMP)
- 1993: Randy Bernsen, Calling Me Back Home (101 South)
- 1992: Paul Bley, Paul Plays Carla (SteepleChase)
- 1991: Salvatore Bonafede, Salvatore Bonafede Trio Plays (Bellaphon/Ken Music)
- 1981: Bob Brookmeyer, Through a Looking Glass (Finesse)
- 1988: Gary Burton, Times Like These (GRP)
- 1988: Michel Camilo, Michel Camilo (Portrait)
- 1989: Michel Camilo, On Fire (Epic)
- 2001: Vinicius Cantuaria, Vinicius (Transparent Music)
- 1991: Chamber Music Society of Lincoln Center, Serenade, K. 361 Gran Partita & A Musical Joke, K. 522 (Arabesque)
- 1998: Chris Cheek, A Girl Named Joe (Fresh Sound)
- 1990: John D'earth, One Bright Glance (Enja)
- 1986: Eddie Daniels, Breakthrough (GRP)
- 1992: Eddie Daniels, Benny Rides Again (GRP)
- 1989: Harold Danko, Alone but Not Forgotten (Sunnyside)
- 1995: Trudy Desmond, Make Me Rainbows (Koch)
- 1994: Al Di Meola, Orange and Blue (Bluemoon)
- 2001: Kurt Elling, Flirting with Twilight (Blue Note)
- 2009: Dominick Farinacci, Lovers Tales & Dances (Koch)
- 1985: Mitchel Forman, Train of Thought (Magenta)
- 1995: Michael Franks, Abandoned Garden (Warner Bros.)
- 1980: Don Friedman, Don Friedman (Swedisc)
- 1985: Carlos Franzetti, New York Toccata (Verve)
- 1983: Jamey Haddad, Names (Ananda)
- 1985: Fred Hersch, Horizons (Concord Jazz)
- 1991: Fred Hersch, Evanessence (Evidence)
- 1996: George Jinda, Between Dreams (Shanachie)
- 1979: Philly Joe Jones, Advance! (Galaxy)
- 2005: Rodney Jones, Dreams and Stories (Savant)
- 1984: Dick Katz, In High Profile (Bee Hive)
- 1988: Lee Konitz, The New York Album (Soul Note)
- 1999: Lee Konitz, Sound of Surprise (BMG)
- 1991: T Lavitz, Mood Swing (Nova)
- 1996: Nguyen Le, Miracles (Musidisc)
- 1997: Nguyen Le, Three Trios (ACT)
- 1982: Mel Lewis, Make Me Smile & Other New Works by Bob Brookmeyer (Finesse)
- 1981: Mel Lewis, Mellifluous (Gatemouth)
- 2002: Charles Lloyd, Lift Every Voice (ECM)
- 1991: Chuck Loeb, Balance (DMP)
- 1989: Joe Lovano, Village Rhythm (Soul Note)
- 1991: Joe Lovano, Landmarks (Blue Note)
- 1997: Mike Mainieri, An American Diary (NYC)
- 1983: Adam Makowicz, The Name Is Makowic (Sheffield Lab)
- 1989: Rick Margitza, Color (Blue Note)
- 1991: Rick Margitza, Hope (Blue Note)
- 1984: Jill McManus, Symbols of Hopi (Concord Jazz)
- 1985: Jim McNeely, From the Heart (Owl)
- 1991: Jim McNeely, East Coast Blow Out (Lipstick)
- 1991: Vince Mendoza, Instructions Inside (Manhattan)
- 1986: Jon Metzger, Out of the Dark (V.S.O.P.)
- 1991: Bob Mintzer, Hymn (Owl)
- 1997: Silvano Monasterios, Roads Not Taken (Forever Music)
- 1990: Paul Motian, Bill Evans (JMT)
- 1997: Night Ark, In Wonderland (EmArcy)
- 2000: Makoto Ozone, Walk Alone (Victor)
- 2007: Makoto Ozone, Now You Know
- 1999: Eugene Pao, This Window (SME)
- 1993: Jackie Paris, Jackie Paris (Audiophile)
- 1993: Kim Pensyl, Eyes of Wonder (GRP)
- 1984: Jim Pugh, The Pugh-Taylor Project (DMP)
- 1992: The Rembrandts, Untitled (ATCO)
- 1989: Ryuichi Sakamoto, Beauty (Virgin)
- 1997: Dino Saluzzi, Cite De La Musique (ECM)
- 1998: Don Sebesky, I Remember Bill (RCA Victor)
- 2002: Cathy Segal-Garcia, Song of the Heart (Sunshine)
- 1999: Martial Solal, Balade Du 10 Mars (Soul Note)
- 1995: Martial Solal, Triangle (JMS)
- 1993: Kenneth Sivertsen, Remembering North (NORCD)
- 2002: Steps Ahead, Holding Together (NYC)
- 1996: Ralph Towner, Lost and Found (ECM)
- 1996: Chinary Ung, Grand Spiral (Composers)
- 1999: Roseanna Vitro, The Time of My Life: Roseanna Vitro Sings the Songs of Steve Allen (Sea Breeze)
- 1998: Eric Vloeimans, Bitches and Fairy Tales (Challenge)
- 2013: Eric Vloeimans, North Sea Jazz Legendary Concerts (Bob City)
- 1993: Sadao Watanabe, A Night with Strings (Elektra)
- 1998: Kenny Werner, Unprotected Music (Double-Time)
- 2005: Tom Wopat, Tom Wopat Sings Harold Arlen (Hyena)
- 1987: Akiko Yano, Granola (Midi)